# Summerlied
Le Summerlied est un festival de musique et de danse créé en 1997 par Jacques Schleef . Le festival se tient tous les deux ans dans la forêt d'Ohlungen dans le Bas-Rhin, à côté d'Haguenau jusqu'à sa disparition en 2018. Il s'agissit à l'origine d'un festival de chanson alsacienne, mais auquel se greffèrent au fil des ans des musiques d'autres régions de France mais aussi de toute l'Europe, voire du monde entier. Il accueillent des artistes dans des styles très diversifiés : auteurs-compositeurs, chansonniers, cabarettistes, et autres musiciens et artistes. Important festival de musique dans le nord de l'Alsace, il accueillent en 2012 près de 20 000 festivaliers.
La première édition du Summerlied a lieu en 1997, la seconde en 1998, et est ensuite organisé tous les deux ans, de 2000 à 2018,.

## Scènes

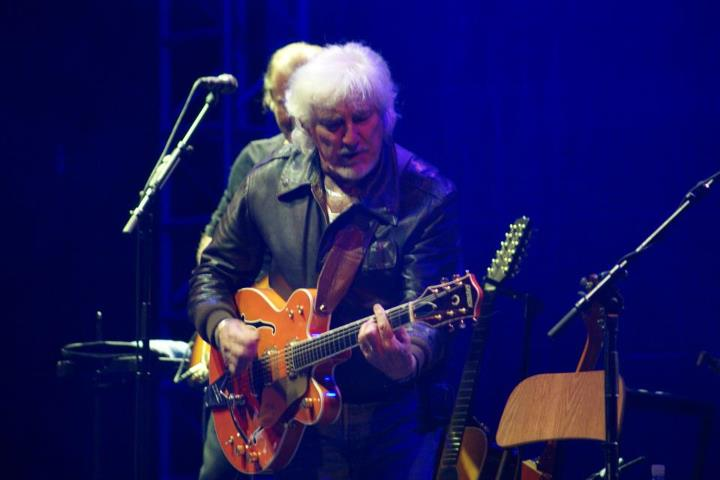
Hugues Aufray au Summerlied 2012.

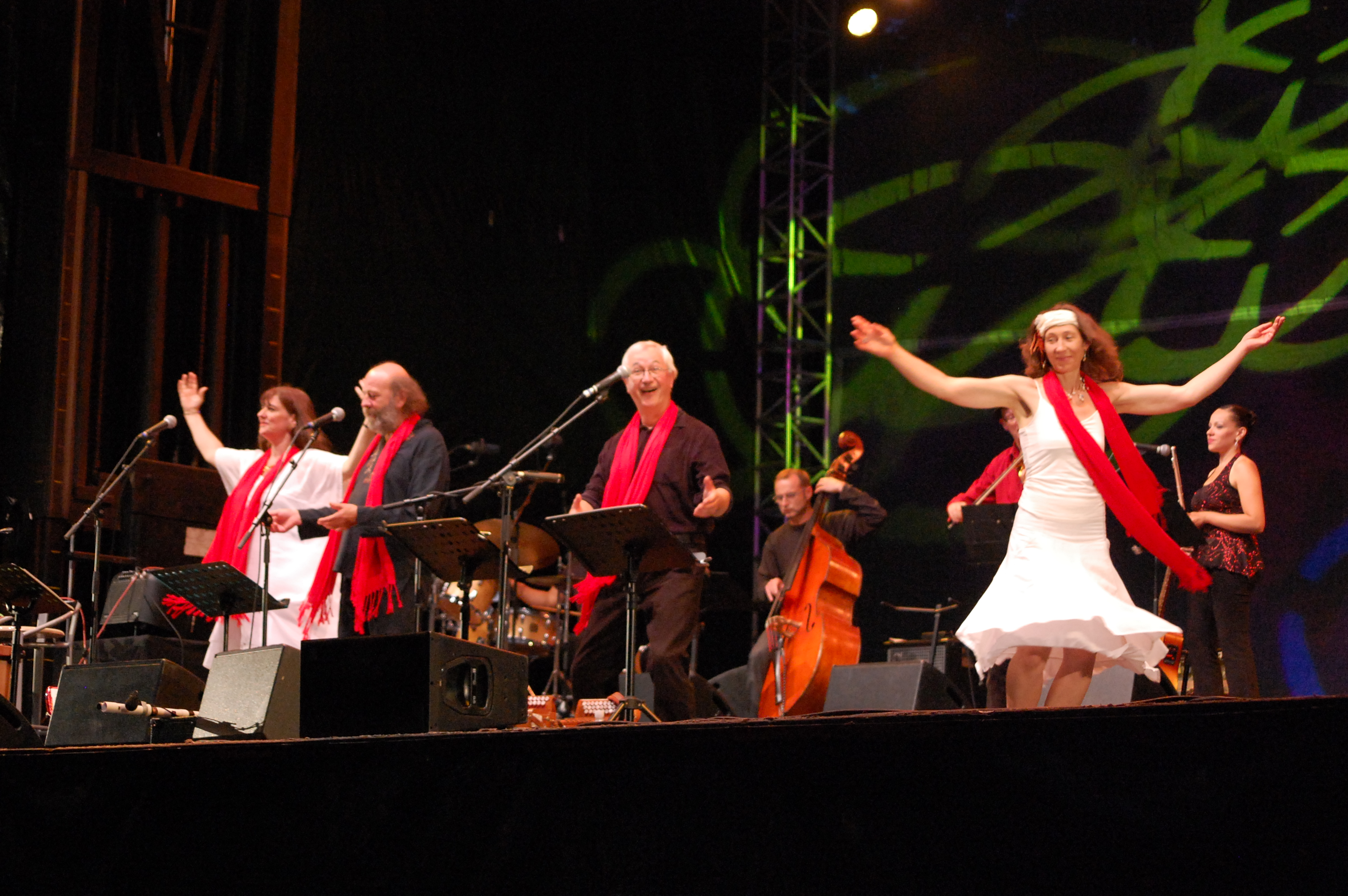
Roland Engel et la troupe du spectacle Wurzle au Summerlied 2012.

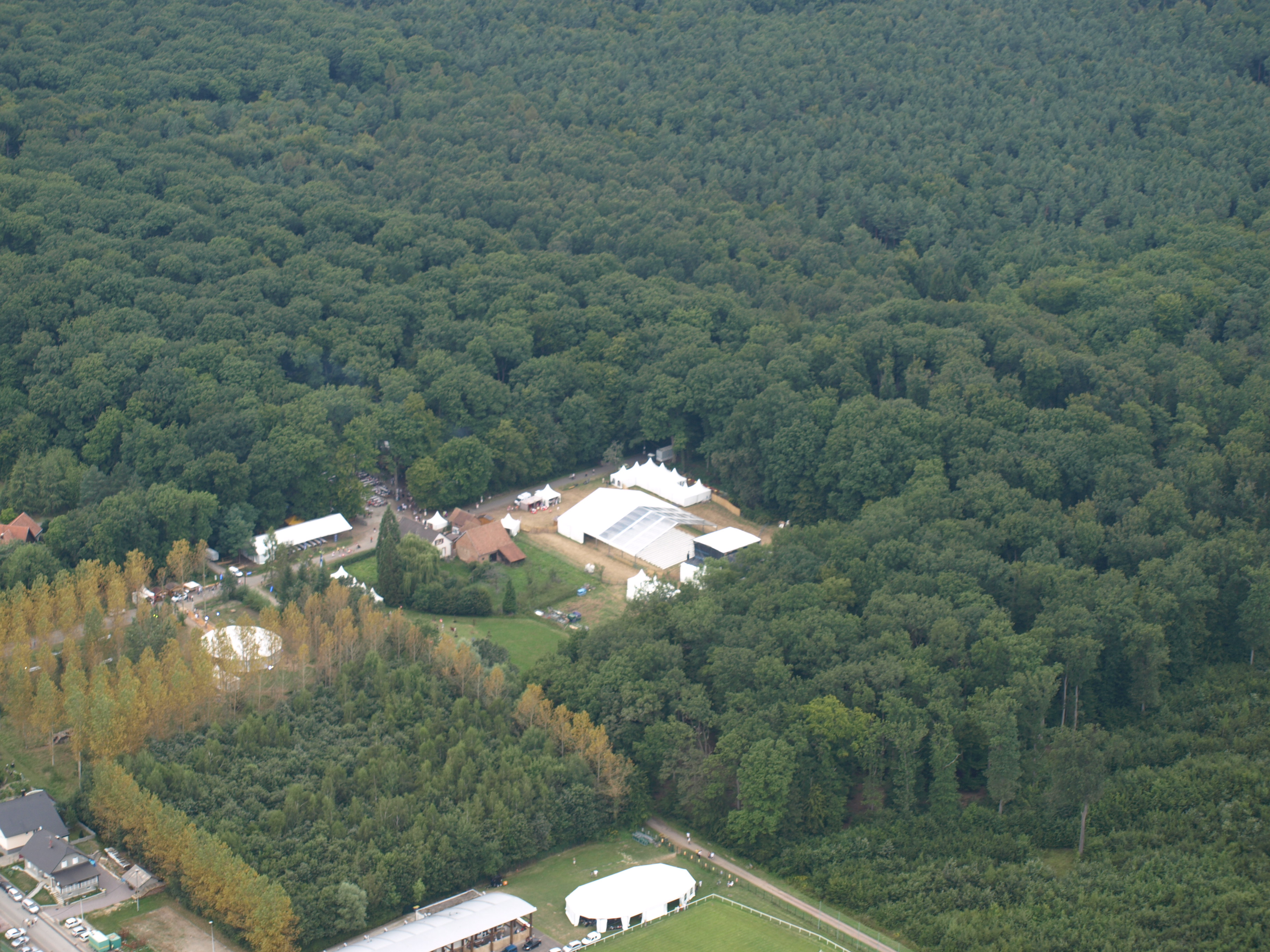
Clairière de la forêt d'Ohlungen.

Les spectacles du festival sont répartis entre plusieurs scènes :
- La Clairière, scène principale du festival avec 2 500 places[6], ayant accueilli des artistes tels que Hugues Aufray, I Muvrini, Tri Yann ou encore Stephan Eicher.
- Les Champs, avec 400 places assises[7], dédiée quant à elle aux spectacle de l'après-midi, aux découvertes et jeunes talents, aux musiques du Monde ou encore aux groupes locaux.
- La Forêt, scène gratuite. Pour les harmonies, le jazz manouche, la chanson française et alsacienne, le folk ou encore les chorales. Son parquet lui permet également d'accueillir les spectacles de danse traditionnelle et les bals.
- La scène des contes, scène gratuite.
- La scène poétique.

### Scène locale
Malgré le succès des têtes d'affiches, notamment lors de l'édition 2014 du festival, le Summerlied reste un moment privilégié pour la promotion et l'expression du dialecte alsacien, ainsi que des artistes locaux en Alsace. Parmi eux, il convient de citer des artistes tels que René Egles, Jean-Pierre Albrecht, Robert Frank Jacobi, ou encore Jean-Marie Hummel et Liselotte Hamm, mais également des formations tels que Kansas of Elsass et Em Remes Sini Band. Par ailleurs, le festival organise également des créations liées au dialecte. Parmi ces projets, on peut citer Wurzle (Les racines) de Roland Engel en 2012, ou bien Wildi Stimme, le rendez-vous des voix sauvages en 2014.

## Bàbbeldorf
Dans le cadre du festival se tient une animation appelée le Bàbbeldorf (village des paroles) qui comprend plusieurs animations organisées autour de l'Arbre à Palabres :
- Le Witzbrunne, ou puits à blagues, est le lieu du festival qui est dédié à l'humour et à l'oralité dialectale.
- D'Sprochstubb, un atelier ludique d'échanges autour du dialecte, animé par l'association Junge fers Elsassische.
- D'Akadémie, stàmmtisch du Liederbrunne, où une discussion est animée par une personnalité autour d'un thème.
- L’Espace Contes, qui propose des histoires sous différentes formes, comme des contes théâtralisés ou mis en musique, en français, en allemand, ou en alsacien. Une yourte y est installée pour le jeune public.
- L'espace Poésie Patrick Peter propose, quant à lui, des ateliers d'écriture, des rencontres avec des artistes et des auteurs, ainsi qu'un concours de poésie. De nombreux poètes y ont été mis à l’honneur, tels que Claude Vigée, André Weckmann, Jean-Paul Klée, Sylvie Reff, Grégory Huck.

## Récompense
Le 21 octobre 2006, le festival est récompensé par un Bretzel d'or, décerné par l'Institut des Arts et traditions populaires d'Alsace, pour son apport à la diffusion de la culture régionale.

## Partenariat
Le festival adhère à la Marque Alsace, dès le lancement de celle-ci en 2012. D'autres partenaires aident également à son financement et à son organisation, comme la Région Alsace, le Conseil départemental du Bas-Rhin, l'Office pour la langue et la culture d'Alsace (OLCA), la Mairie de Schweighouse-sur-Moder, le Sivom de Schweighouse et Environs, ou encore la Direction régionale des Affaires culturelles Alsace (DRAC). L'Union européenne contribue également au Summerlied à travers le programme Pamina.